# Martin Liebscher
Martin Liebscher, né en 1964 à Naumburg, est un artiste photographe allemand. Il vit et travaille à Berlin.

## Biographie
Martin Liebscher étudie à l'École Städel de Francfort-sur-le-Main de 1990 à 1995. Il y est en particulier l'élève de Thomas Bayrle et Martin Kippenberger. En 1993, il suit également les cours de la Slade School of Fine Art de Londres.
Depuis 2007, il dispense un cours à la Hochschule für Gestaltung d'Offenbach-sur-le-Main.

## Œuvre
Liebscher est principalement connu pour ses photomontages numériques de grand format qui le mettent en scène lui-même, multiplié à l'infini, dans des environnements insolites ou prestigieux.